# L'Étrange Petit Chat
Pour plus de détails, voir Fiche technique et Distribution.
L'Étrange Petit Chat est un film allemand réalisé par Ramon Zürcher et sorti en 2013.

## Fiche technique
- Titre : L'Étrange Petit Chat
- Titre original : Das merkwürdige Kätzchen
- Réalisation : Ramon Zürcher
- Scénario : Ramon Zürcher
- Photographie : Alexander Hasskerl
- Son : Benjamin Kalisch
- Montage : Ramon Zürcher
- Société de production : HBBF
- Société de distribution : Aramis Films
- Pays de production :  Allemagne
- Durée : 72 minutes
- Date de sortie : France - mai 2013 (festival de Cannes) et 2 avril 2014 (sortie nationale)

## Distribution
- Jenny Schily
- Anjorka Strechel
- Mia Kasalo
- Luk Pfaff
- Matthias Dittmer

## Sélections
- Festival de Cannes 2013 (programmation ACID)[1]
- Berlinale 2013[2]